# トッグ・T10X
トッグ T10X はトルコの自動車製造会社トッグが製造するEVで、Cセグメントのボディを持つSUV。トッグ社は2022年からT10X の製造を開始し、2030年までに5種類の電気自動車を製造することを計画している。2023年4月から納車がはじまっている。

## 命名
T10X の名称は以下の命名規則に従っている。
- "T" は車両の生産国であるトルコとトッグ社を示す
- "10" はCセグメントの車格を示す
- "X" はSUV タイプのボディを示す

## 概要
この車両は、トルコのデザイナーであるムラト・ギュナクがピニンファリーナと協力してデザインした。トッグが求めるチューリップのモチーフを下敷きにしている。当初は2015年にNEVSから取得したサーブ9-3のフェニックス1.0プラットフォームの使用を計画していたが、後に本車のために新しいプラットフォームが開発された。T10Xのデザイン、特にホイールとチューリップをかたどったグリルにはトルコ文化の要素が取り入れられており、シートのステッチに使われているラインもチューリップを表現している。

### 内装

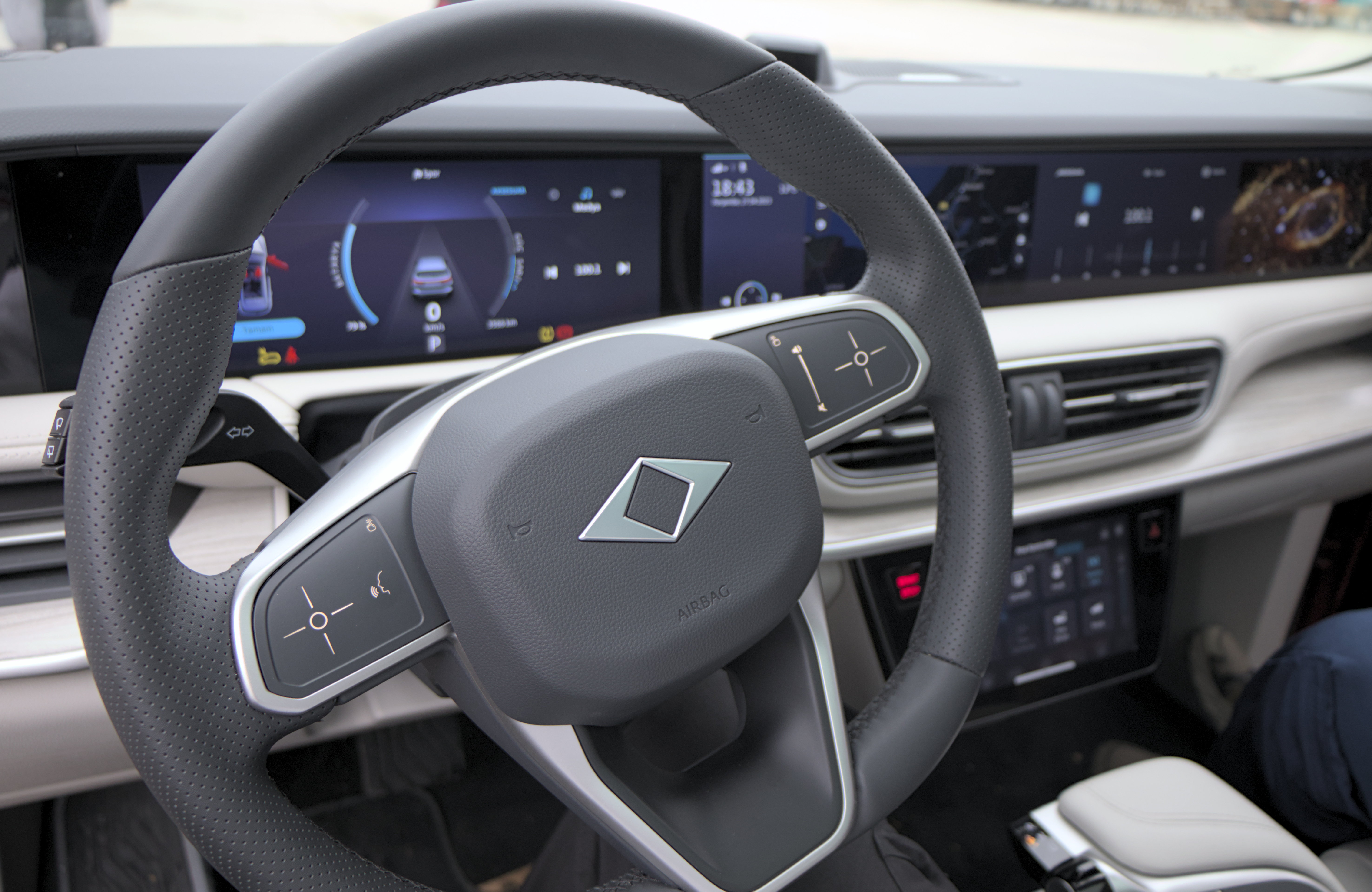
T10X のインパネ

T10X には12インチのデジタル計器と、ダッシュボードの全幅をカバーする29インチのタッチスクリーンが搭載されている。補助的なもうひとつのタッチスクリーンが操作のしやすさに配慮して下に配置されている。フローティング形状のセンターコンソールには、側面に回転式のトランスミッションセレクター、電子パーキングブレーキ用ボタン、回生ブレーキコントロール、タッチパッドが備えられている。車内には音声で操作できるカメラも標準装備されている。人工知能とトッグのデジタルプラットフォーム「トゥルモーレ」を用いた車内エンターテインメントシステムにはホームオートメーションとユビキタス技術が組み込まれている。英国製メリディアンサウンドシステムのオプションもある。

### 駆動方式

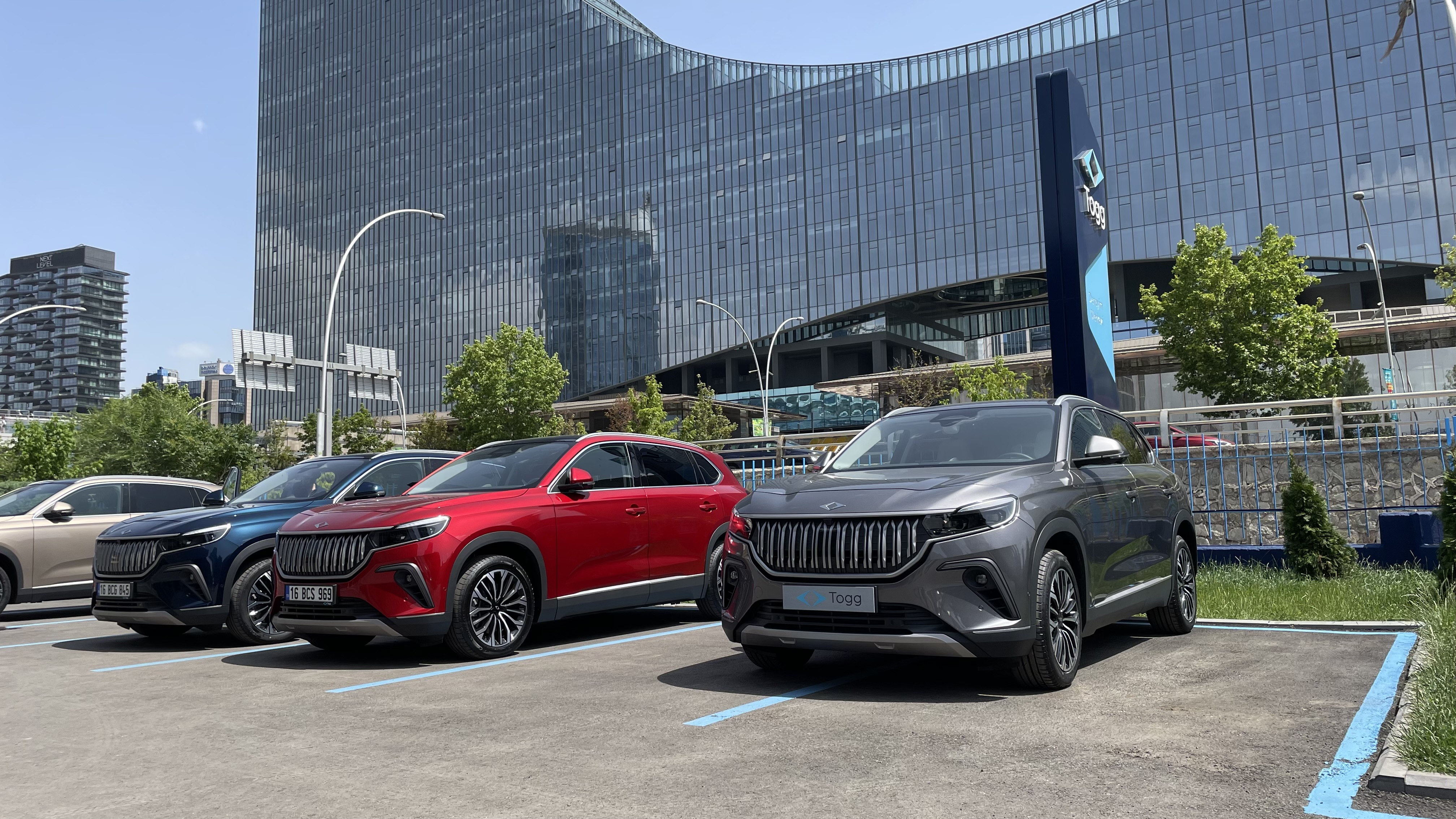
T1T10X のカラーバリエーション

T10X には2種類の駆動方式がある。後輪の車軸に電気モーターを設置する後輪駆動 (RWD)と、ふたつのモーターを前後の車軸に搭載する全輪駆動(AWD)である。後輪駆動 (RWD) では最高出力160kW（215ps）、最大トルク350N・mを発揮し、0-100km/h加速は7.6秒となる。2つの電気モーターを備えた全輪駆動（AWD）の出力は320kW（429ps）、700N・mのトルクを発生し、0-100km/h加速を4.8秒で行うことができる

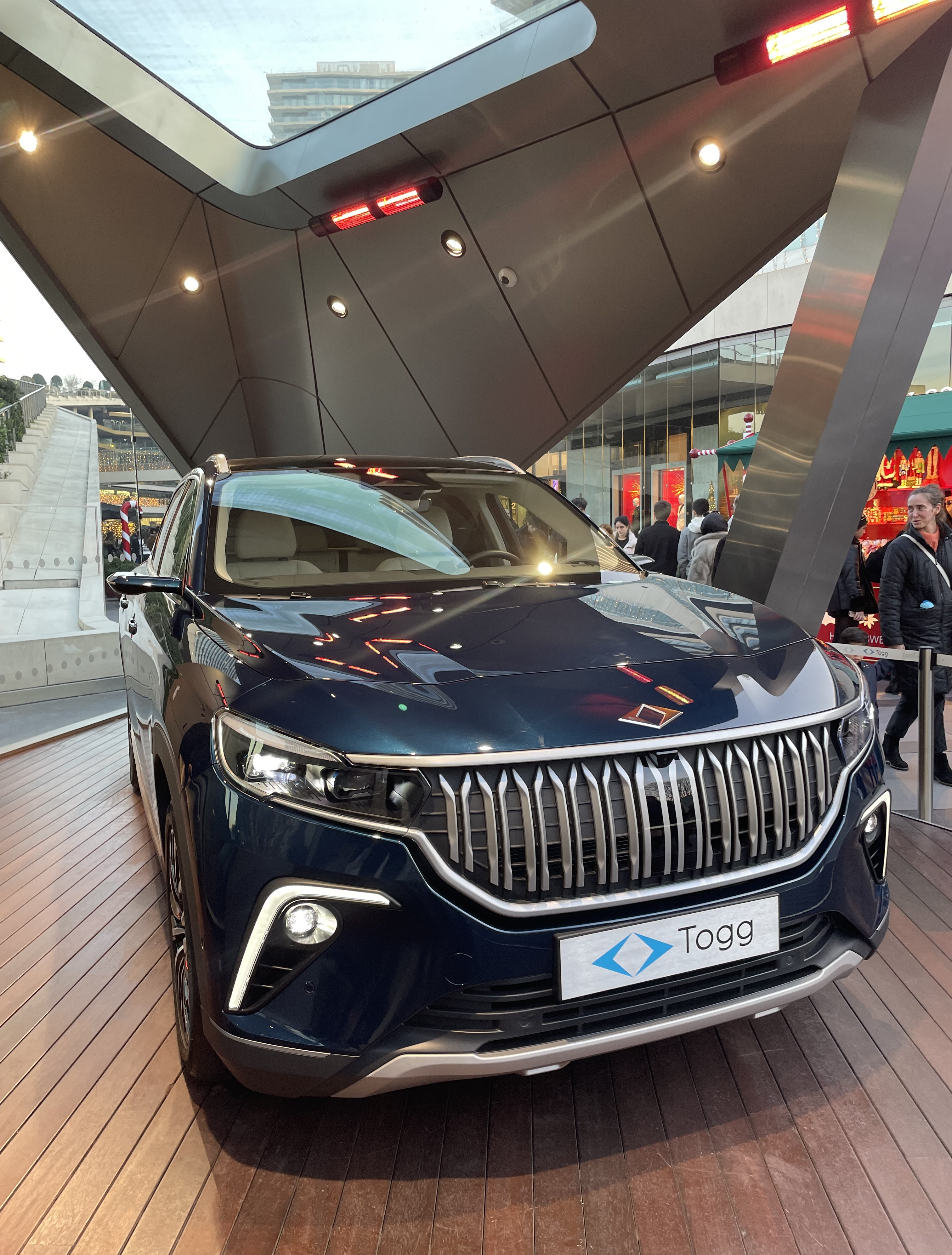
トッグのC-セグメントSUV。2022年撮影

|                      | トッグ T10X RWD        | トッグ T10X RWD        | トッグ T10X RWD        |
| V1 スタンダード      | V2 スタンダード        | V2 ロングレンジ        |                        |
| -------------------- | ---------------------- | ---------------------- | ---------------------- |
| 出力                 | 160 kW                 | 160 kW                 | 160 kW                 |
| 出力                 | 218 PS (215 hp)        |                        |                        |
| トルク               | 350 N⋅m (258 lb⋅ft)    | 350 N⋅m (258 lb⋅ft)    | 350 N⋅m (258 lb⋅ft)    |
| 動力配置             | Rear-wheel drive (RWD) | Rear-wheel drive (RWD) | Rear-wheel drive (RWD) |
| 最高速度             | 185 km/h (115 mph)     | 185 km/h (115 mph)     | 185 km/h (115 mph)     |
| 0 - 100 km/h         | 7.4 s                  | 7.4 s                  | 7.8 s                  |
| 車重                 | 1,949 kg (4,297 lb)    | 1,974 kg (4,352 lb)    | 2,126 kg (4,687 lb)    |
| ブレーキ             | ディスクブレーキ       | ディスクブレーキ       | ディスクブレーキ       |
| サスペンション       | ストラット式           | ストラット式           | ストラット式           |
| バッテリー           |                        |                        |                        |
| 形式                 | リチウムイオン         | リチウムイオン         | リチウムイオン         |
| 容量                 | 52.4 kWh               | 52.4 kWh               | 88.5 kWh               |
| 走行距離(WLTP)       | 314 km (195 mi)        | 314 km (195 mi)        | 523 km (325 mi)        |
| 電力消費(kWh/100 km) | 16.7                   | 16.7                   | 16.9                   |
| 充電時間             |                        |                        |                        |
| AC 充電              | 195 分                 | 195 分                 | 345 分                 |
| DC 充電              | 28 分 (20%から80%)     | 28 分 (20%から80%)     | 28 分 (20%から80%)     |

### バッテリー
バッテリーは次の2種類のうちどちらかを選択できる。容量52.4 kWhで航続距離314 km、消費電力16.7 kWh/100 kmのリチウムイオン電池か、容量88.5 kWhで航続距離523 km、消費電力16.9 kWh/100 kmの大型リチウムイオン電池かである。T10X は超急速充電器の180 kW出力に対応しており、DC 充電器なら28分でバッテリーを20%から80%まで充電できる。また、トルコの標準的な電源ソケット（AC230ボルト）でも一晩でフル充電が可能である。
バッテリーはブルサ県ゲムリクに所在するシロ社で生産されている。シロの工場はトッグの工場に隣接して設置されている。シロはトッグの子会社（50%出資）で、エネルギー会社ファラシス・エナジーとの提携により設立された。バッテリーの保証期間は8年で、セルの寿命は100万キロメートルであると発表されている。

## クラス
T10X には二種のクラスが用意されている。V1 と命名されたエントリークラスには52.4 kWh のバッテリーのみが搭載されるが、より豪華なV2 クラスでは88.5 kWh も選択できる。モデル別に異なるオプション装備のパッケージが用意されている。

## 安全装備
この車両は欧州新車アセスメントプログラムの五つ星に適合していると主張されているが、2023年10月の時点ではNCAP は試験を実施していない。国内市場で販売される車両は時速185キロ（時速115マイル）に速度を制限されている。T10X には9つのエアバッグと、継続学習と自動無線アップデートにより進化する先進運転支援システム(ADAS)一式が標準装備されている。

### 自動運転技術とコネクティビティ
すべての車両は常時5Gインターネット接続される予定になっている。このSUV には、交通標識検知システム、車線維持システム、車線逸脱防止支援システム、前方・後方・後方横断交通衝突回避システムと連携したストップアンドゴー機能付きのアダプティブ・クルーズ・コントロールが搭載されている。また、サラウンドビューカメラ、ブラインドスポットアシストシステム、運転支援システム、先進電子安定制御システム、自動駐車支援システムも搭載されている。

## 販売台数
| 年度   | トルコ国内 |
| ------ | ---------- |
| 2023年 |            |
| 2024年 | 30,093台   |

## 参照
1. ↑  “Turkey's indigenous car presented to public” (英語). Hürriyet Daily News 2019年12月29日閲覧。
2. ↑  “Turkey launches TOGG car, Erdogan's prestige project”. dw.com (2022年10月30日). 2025年7月16日閲覧。
3. ↑  “Türkiye's first national car, TOGG, delivered - Türkiye News” (英語). Hürriyet Daily News (2023年4月3日). 2024年1月17日閲覧。
4. 1 2  Nagihan (2023年3月14日). “Turkey's First Domestic Car Togg's T10X Model Price Announced!” (英語). Expat Guide Turkey. 2023年3月17日閲覧。
5. ↑  Ramey (2019年12月30日). “Turkey Bets on EVs with the Pininfarina-Designed TOGG”.   autoweek.com. 2025年7月16日閲覧。
6. 1 2  Grundhoff (2022年4月13日). “Togg wants to turn electric cars into smart devices” (英語). Automotive Manufacturing Solutions. 2022年6月20日閲覧。
7. ↑  “Pininfarina-Designed TOGG Prototype Inspired By Italian Design”. Motor1.com. 2025年7月16日閲覧。
8. ↑   (トルコ語) Togg T10X Katalog. Gebze, Turkey: Togg. (14 March 2023). p. 27 2023年3月15日閲覧。
9. ↑  Bottet (2023年3月16日). “Togg T10X : le SUV électrique turc arrive en 2024 (et n'est pas donné)” (フランス語). Automobile Propre. 2023年3月31日閲覧。
10. ↑  “Price set for Türkiye's first domestically-produced electric car Togg T10X” (英語). Price set for Türkiye's first domestically-produced electric car Togg T10X. 2023年3月17日閲覧。
11. ↑  “Turkey's Togg Electric SUV Spied Testing in Production Form”. Carscoops (2022年5月19日). 2025年7月16日閲覧。
12. ↑  Togg (14 March 2023) (トルコ語). Togg T10X Katalog. Gebze, Turquie. p. 27 2023年3月15日閲覧。
13. ↑  David Lefevre (2023年3月15日). “Togg T10X : un SUV électrique venu de Turquie bientôt sur les routes européennes”. 2025年7月16日閲覧。
14. ↑  “Togg T10X : un SUV électrique venu de Turquie bientôt sur les routes européennes” (フランス語). www.lesnumeriques.com (2023年3月15日). 2023年3月17日閲覧。
15. ↑   (トルコ語) Togg T10X Katalog. Gebze, Türkiye: Togg. (2023). pp. 27
16. 1 2  Özenen (2021年3月29日). “Yerli otoya pil müjdesi” (トルコ語). Hürriyet. 2021年4月9日閲覧。
17. ↑  “Togg & Farasis launch battery joint venture 'Siro' - electrive.com” (英語). Electrive. 2023年3月17日閲覧。
18. ↑  “Togg'un bilinmeyen özellikleri ortaya çıktı: Şarj dolum ve garanti süresi belli oldu!” (トルコ語). TGRT Haber (2023年3月31日). 2024年4月16日閲覧。
19. ↑  “Key features of Turkey's first indigenous car”. Anadolu News Agency 2019年12月29日閲覧。
20. ↑  Yilmaz (2023年10月17日). “TOGG: The first EV of Turkey to kick off a revolution?” (英語). Fleet Europe. 2023年10月30日閲覧。
21. 1 2  “Turkey's Domestic Car: Togg | Zes”. zes.net. 2020年9月13日閲覧。
22. ↑  “TOGG Motor Seçenekleri Neler?” (トルコ語). Yerli Otomobil (2020年12月29日). 2021年1月10日閲覧。
23. ↑  “Specifications for Togg T10X Standard Range 1st Generation” (英語). Car.info. 2024年1月12日閲覧。
24. ↑  “2024 YILI OTOMOBİL SATIŞLARI”. e-otodergi (177). (2025年2月)